# چیکاکو موراکامی
چیکاکو موراکامی (انگلیسی: Chikako Murakami؛ زادهٔ ۱۰ اکتبر ۱۹۷۰) بازیکن بسکتبال اهل ژاپن بود.